# Эрвье, Франсис
Франси́с Эрвье́ (фр. Francis Hervieu; 13 июня 1956, Сен-Ло) — французский гребец-байдарочник, выступал за сборную Франции в конце 1970-х годов — середине 1980-х годов. Участник двух летних Олимпийских игр, бронзовый призёр чемпионата мира, победитель многих регат национального и международного значения.

## Биография
Франсис Эрвье родился 13 июня 1956 года в городе Сен-Ло, департамент Манш.
Первого серьёзного успеха на взрослом международном уровне добился в 1977 году, когда попал в основной состав национальной сборной Франции и побывал на чемпионате мира в болгарской Софии, где сумел дойти до стадии полуфиналов. Год спустя на мировом первенстве в югославском Белграде занял седьмое место. Наиболее успешным сезоном в его спортивной карьере стал сезон 1979 года — на чемпионате мира в немецком Дуйсбурге вместе с напарником Аленом Леба он завоевал бронзовую медаль в двойках на дистанции 500 метров.
Несмотря на то что Франция бойкотировала летние Олимпийские игры 1980 года в Москве по политическим причинам, Эрвье всё-таки попал на эти Игры и выступил там под нейтральным олимпийским флагом. Совместно с тем же Леба стартовал в программе двухместных байдарок на полукилометровой дистанции и занял в решающем заезде четвёртое место, немного не дотянув до призовых позиций.
После московской Олимпиады Эрвье остался в основном составе французской гребной команды и продолжил принимать участие в крупнейших международных регатах. Так, на чемпионате мира в 1981 года в английском Ноттингеме дошёл только до полуфинала, на мировых первенствах 1982 и 1983 годов оба раза показал в финале седьмой результат. Благодаря череде удачных выступлений удостоился права защищать честь страны на Олимпийских играх 1984 года в Лос-Анджелесе — в паре с Даниэлем Леграсом в двойках на пятистах метрах финишировал в финале шестым. Впоследствии выступал на чемпионатах мира 1986 и 1987 годов, но существенных достижений уже не добивался. Рассматривался как кандидат на участие в Олимпийских играх 1988 года в Сеуле, тем не менее, не смог пройти квалификацию и вскоре принял решение завершит карьеру профессионального спортсмена.
Работал банковским служащим, начиная с 1989 года является профессором по спорту Департаментского направления социальной сплочённости.